# Campionati europei di pattinaggio di velocità 2024
I campionati europei di pattinaggio di velocità 2024 sono stati la 118ª edizione della manifestazione. Si sono svolti dal 5 al 7 gennaio 2024 presso il Thialf di Heerenveen, nei Paesi Bassi.

## Podi

### Uomini
| Evento                  | Oro                                                 | Punti   | Argento                                                           | Punti   | Bronzo                                       | Punti   |
| 500 m (dettagli)        | Jenning de Boo                                      | 34.48   | Marten Liiv                                                       | 34.78   | Marek Kania                                  | 34.86   |
| 1000 m (dettagli)       | Kjeld Nuis                                          | 1:07.87 | Jenning de Boo                                                    | 1:08.14 | Tim Prins                                    | 1:08.20 |
| 1500 m (dettagli)       | Peder Kongshaug                                     | 1:44.25 | Kjeld Nuis                                                        | 1:44.34 | Patrick Roest                                | 1:44.40 |
| 5000 m (dettagli)       | Patrick Roest                                       | 6:05.93 | Davide Ghiotto                                                    | 6:08.27 | Sander Eitrem                                | 6:09.28 |
| Team pursuit (dettagli) | Sander Eitrem Peder Kongshaug Sverre Lunde Pedersen | 3:34.22 | Davide Ghiotto Andrea Giovannini Michele Malfatti                 | 3:40.47 | Marcel Bosker Bart Hoolwerf Chris Huizinga   | 3:41.36 |
| Team sprint (dettagli)  | Marek Kania Piotr Michalski Damian Żurek            | 1:18.31 | Pål Myhren Kristensen Bjørn Magnussen Håvard Holmefjord Lorentzen | 1:18.81 | Stefan Westenbroek Jenning de Boo Wesly Dijs | 1:20.61 |
| Mass start (dettagli)   | Bart Swings                                         | 60 pts  | Gabriel Odor                                                      | 40 pts  | Allan Dahl Johansson                         | 20 pts  |

### Donne
| Evento                  | Oro                                                  | Punti   | Argento                                           | Punti   | Bronzo                                                 | Punti   |
| 500 m (dettagli)        | Femke Kok                                            | 37.28   | Jutta Leerdam                                     | 37.70   | Vanessa Herzog                                         | 37.89   |
| 1000 m (dettagli)       | Jutta Leerdam                                        | 1:14.45 | Antoinette Rijpma-de Jong                         | 1:15.04 | Vanessa Herzog                                         | 1:15.74 |
| 1500 m (dettagli)       | Antoinette Rijpma-de Jong                            | 1:53.48 | Marijke Groenewoud                                | 1:53.66 | Joy Beune                                              | 1:55.02 |
| 3000 m (dettagli)       | Marijke Groenewoud                                   | 3:56.27 | Irene Schouten                                    | 3:58.70 | Ragne Wiklund                                          | 3:59.09 |
| Team pursuit (dettagli) | Joy Beune Marijke Groenewoud Irene Schouten          | 2:55.70 | Josie Hofmann Josephine Schlörb Lea Sophie Scholz | 3:02.33 | Jasmin Güntert Ramona Härdi Kaitlyn McGregor           | 3:02.40 |
| Team sprint (dettagli)  | Marrit Fledderus Femke Kok Antoinette Rijpma-de Jong | 1:27.36 | Andżelika Wójcik Iga Wojtasik Karolina Bosiek     | 1:28.06 | Carina Jagtøyen Julie Nistad Samsonsen Martine Ripsrud | 1:28.83 |
| Mass start (dettagli)   | Marijke Groenewoud                                   | 66 pts  | Irene Schouten                                    | 40 pts  | Francesca Lollobrigida                                 | 20 pts  |

## Medagliere
| Posizione | Paese       | Oro | Argento | Bronzo | Totale |
| --------- | ----------- | --- | ------- | ------ | ------ |
| 1         | Paesi Bassi | 10  | 7       | 5      | 22     |
| 2         | Norvegia    | 2   | 1       | 4      | 7      |
| 3         | Polonia     | 1   | 1       | 1      | 3      |
| 4         | Belgio      | 1   | 0       | 0      | 1      |
| 5         | Italia      | 0   | 2       | 1      | 3      |
| 6         | Austria     | 0   | 1       | 2      | 3      |
| 7         | Germania    | 0   | 1       | 0      | 1      |
| 7         | Estonia     | 0   | 1       | 0      | 1      |
| 9         | Svizzera    | 0   | 0       | 1      | 1      |